# Menexenos (Platon)
Menexenos sau Menexen (în greacă veche Μενέξενος) este un dialog scris de Platon, inclus în mod tradițional în a șaptea tetralogie împreună cu Hippias Major, Hippias Minor și Ion. Vorbitorii sunt Socrate și Menexenus, care nu trebuie confundat cu Menexenus, fiul lui Socrate. Menexenus din dialogul lui Platon apare și în Lysis, unde este identificat ca „fiul lui Demofon”, precum și ca Phaedo.
Menexenus constă în principal dintr-o lungă discurs funerar, făcând referire la cel ținut de Pericle în relatarea lui Tucidide despre războiul din Peloponesia. Socrate îi ține aici lui Menexenus un discurs pe care el pretinde că l-a învățat de la Aspasia, o consoartă a lui Pericle și o proeminentă intelectuală ateniană.
Menexenus este unic printre dialogurilor platonice prin faptul că „dialogul” propriu-zis servește în primul rând ca expunere pentru orator. Din acest motiv, probabil, Menexenus a fost suspectat că e ilegitim, deși invocarea textului de către Aristotel în mai multe ocazii pare să-i întărească autenticitatea. O mare parte din interesul pentru Menexenus provine din faptul că este una dintre puținele surse existente despre practica oratoriei funerare ateniene, chiar dacă parodiază acel mediu.

## Rezumat
Socrate îl întâlnește pe Menexenus, care venea din Camera de Consiliu din Atena, și îl întreabă ce s-a întâmplat acolo. Menexenus răspunde că Consiliul pregătea înmormântarea celor căzuți în luptă și era pe cale să aleagă pe cineva care să facă discursul de înmormântare, dar se teme că oratorii nu sunt bine pregătiți (235c). Socrate afirmă că un discurs ca acesta nu ar trebui să fie greu de compus și că chiar și el ar fi putut să o facă, fiind instruit în aceste chestiuni de însăși Aspasia, care, potrivit lui Socrate, și probabil cu un simț al ironiei, l-a învățat pe cel mai bun orator dintre toți, pe Pericles (235e). De fapt, Socrate susține că Aspasia pregătise un întreg discurs pe care i-l încredințase. După toate probabilitățile, afirmația lui Socrate este un dispozitiv literar pe care Platon îl folosește, întrucât unele dintre evenimentele care vor fi menționate în discurs s-au petrecut după moartea Aspasiei. Menexenus este dornic să asculte, dar Socrate este reticent la început, deoarece crede că Apasia s-ar putea supăra pe el pentru că și-a publicat discursul. În cele din urmă este de acord și începe.
La fel ca orația funerară a lui Pericle pe care se presupune că discursul ar trebui să o mimeze, discursul Aspasiei este compus dintr-un elogiu adus orașului Atena. Începe prin a afirma nașterea nobilă a celor căzuți împreună cu puritatea sângelui lor. Discursul afirmă, de asemenea, conceptul specific de autohtonie (237b), prin care atenienii nu au venit niciodată din altă parte, ci „răsar din pământul” orașului lor. Discursul continuă prin relatarea apărării Europei de către Atena împotriva Imperiului Persan, mai întâi la Maraton și apoi la Salamina, dovedind celorlalți greci că perșii ar putea fi înfrânți. Cu toate acestea, după ce a dat dovadă de atâta vitejie, Atena a devenit un obiect de invidie, astfel încât orașul a trebuit să lupte împotriva foștilor ei aliați (242a-b). Pe măsură ce a izbucnit războiul din Peloponesia, Atena și-a dovedit încă o dată caracterul la Sphacteria, când a refuzat să-i omoare pe captivii spartani (242c).
În cele din urmă, discursul se termină prin a pretinde că le transmite textual noilor generații ultimele cuvinte ale celor care și-au riscat anterior viața pentru libertate (246d). Ei ar trebui: să trăiască curajos, căci nici banii, nici frumusețea nu sunt bune fără virtute, și să se străduiască să-și depășească strămoșii, care ar fi fericiți „învinși” în acest mod nobil. Vechea zicală „nimic prea mult” (μηδὲν ἄγαν) este într-adevăr înțeleaptă, iar caracterul adevărat este arătat de cei care nici nu se bucură în exces când sunt norocoși și nici nu se întristează prea mult în nenorocire (248a). Acestea au fost cuvintele strămoșilor lor.
Menexenus consideră că discursul este minunat și se miră de faptul că ar fi fost compus de o femeie. Cu toate acestea, cunoscând calitatea Aspasiei, el este convins (249e) și spune că va păstra secretul lui Socrate că a împărtășit-o cu el.